# Eekschiller

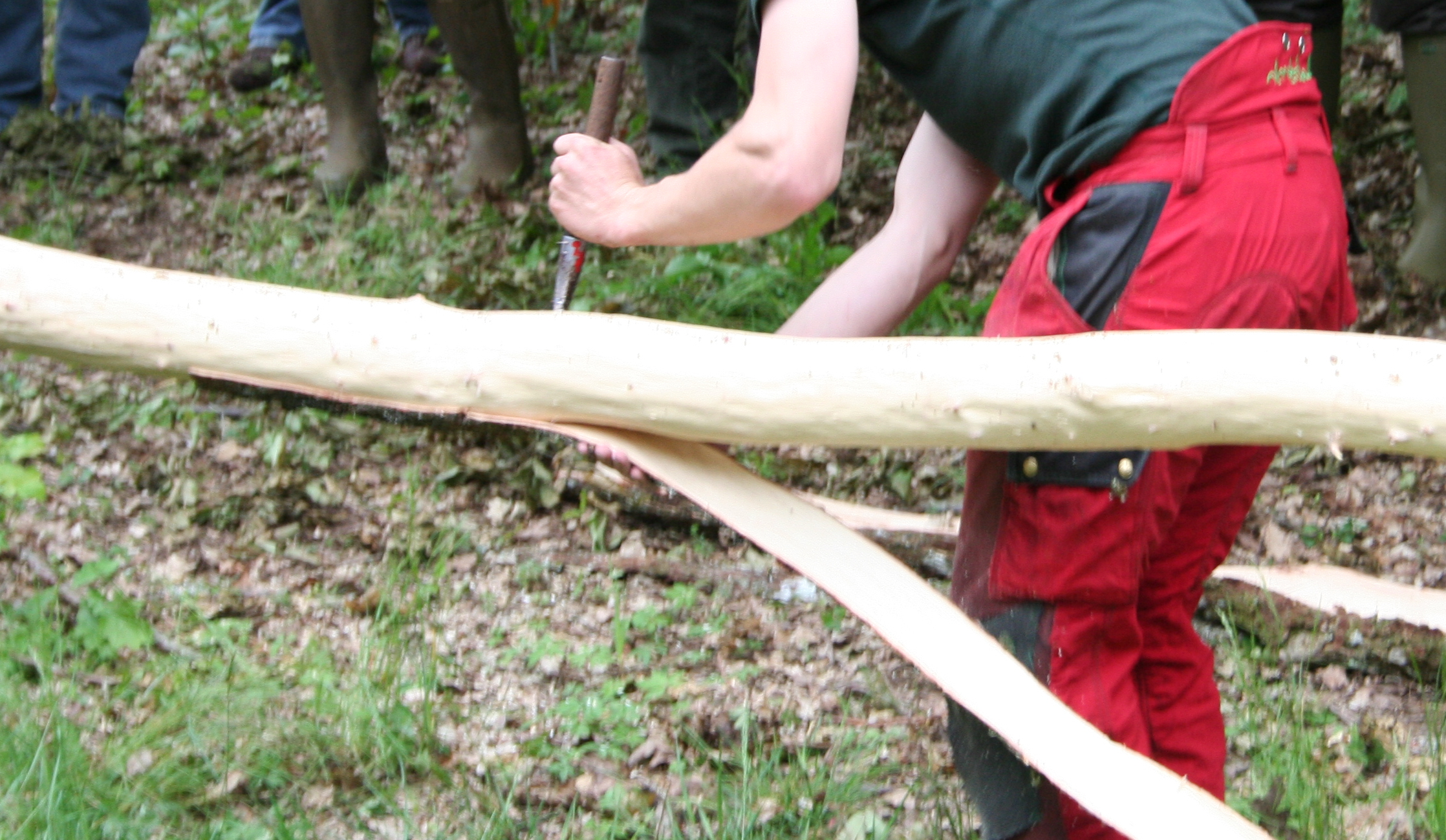
Eekschillen

Eekschiller is een verdwenen beroep. 
Eek schillen betekent letterlijk eik schillen en werd veel door boeren gedaan als leuke bijverdienste of door dagloners, die met hun gezin er op uittrokken om hun armoedig bestaan wat op te vijzelen. 
In de periode van begin mei tot begin juni werd dit gedaan. De bast van de eik (eek) kon men er in die periode makkelijk afhalen en de boomsappen waren dan optimaal.
De eiken werden gekapt en in stukken van ongeveer 75 cm gezaagd en met de platte kant van een klein bijltje van de bast ontdaan, het zogeheten kloppen.
De bast werd dan bij elkaar gebonden en gedroogd. Hierna ging het naar de eekschuur en werd het in kleine stukjes gehakt en gemalen in de eekmolen.
De gemalen eikschors ging nu naar de leerlooier, die het gebruikte voor looistof om leer te looien. De eekbasten bevatten namelijk looizuur, dat nodig was om leer te looien.
Het hout dat overbleef, werd gebruikt door de bakker om zijn ovens te stoken, grotere stukken werden gebruikt voor de ovens van locomotieven, het zogenaamde spoorhout.
In het Nederlands Openluchtmuseum in Arnhem is een huisje uit Nunspeet te zien, zoals die door de dagloners en eekschillers werd bewoond.